# Bekatra
Bekatra is een plaats en gemeente in Madagaskar gelegen in het district Manakara van de regio Vatovavy-Fitovinany. Er woonden bij de volkstelling in 2001 ongeveer 20.000 mensen.
In de plaats is basisonderwijs beschikbaar. 97% van de bevolking is landbouwer en 1% is werkzaam in de veeteelt. Het belangrijkste gewas is koffie en rijst, maar er wordt ook bananen en cassave verbouwd. 2% van de bevolking is werkzaam in de dienstensector.